# Muhamet Ramadani
Muhamet Ramadani (11 agosto 2002) è un pesista e discobolo kosovaro.

## Biografia
Dopo diversi successi a livello giovanile under 18 e under 20 ai campionati balcanici di atletica leggera (sia indoor che all'aperto), nel 2021 ha conquistato la medaglia d'oro ai campionati europei under 20 nel getto del peso con la misura di 19,92 m, record nazionale del Kosovo.
È anche detentore del record nazionale del lancio del disco.

## Record nazionali

### Seniores
- Getto del peso: 19,13 m  ( Pescara, 10 settembre 2022)
- Lancio del disco: 48,33 m   ( Kosovska Mitrovica, 2 agosto 2020)

## Palmarès
| Anno | Manifestazione                        | Sede         | Evento                      | Risultato | Prestazione | Note             |
| ---- | ------------------------------------- | ------------ | --------------------------- | --------- | ----------- | ---------------- |
| 2018 | Campionati balcanici U18              | Istanbul     | Getto del peso (5 kg)       | 5º        | 17,01 m     |                  |
| 2018 | Europei U18                           | Győr         | Getto del peso (5 kg)       | 9º (q)    | 16,83 m     |                  |
| 2018 | Giochi olimpici giovanili             | Buenos Aires | Getto del peso (5 kg)       | 15º       | 16,48 m     |                  |
| 2019 | Campionati balcanici U20 indoor       | Istanbul     | Getto del peso (6 kg)       | Bronzo    | 17,35 m     |                  |
| 2019 | Campionati balcanici U20              | Cluj-Napoca  | Getto del peso (6 kg)       | 4º        | 17,63 m     |                  |
| 2019 | Campionati balcanici U20              | Cluj-Napoca  | Lancio del disco (1,750 kg) | 7º        | 46,83 m     |                  |
| 2019 | Campionati balcanici U18              | Istanbul     | Getto del peso (5 kg)       | Oro       | 19,31 m     |                  |
| 2019 | Campionati balcanici U18              | Istanbul     | Lancio del disco (1,500 kg) | 6º        | 50,04 m     |                  |
| 2020 | Campionati balcanici U20 indoor       | Istanbul     | Getto del peso (6 kg)       | Oro       | 19,20 m     |                  |
| 2020 | Campionati balcanici U20              | Istanbul     | Getto del peso (6 kg)       | Oro       | 18,85 m     |                  |
| 2020 | Campionati balcanici U20              | Istanbul     | Lancio del disco (1,750 kg) | 8º        | 46,49 m     |                  |
| 2021 | Campionati balcanici U20 indoor       | Sofia        | Getto del peso (6 kg)       | Oro       | 17,87 m     |                  |
| 2021 | Campionati dei piccoli stati d'Europa | Serravalle   | Getto del peso              | Bronzo    | 17,69 m     |                  |
| 2021 | Campionati balcanici U20              | Istanbul     | Getto del peso (6kg)        | Oro       | 19,02 m     |                  |
| 2021 | Europei U20                           | Tallinn      | Getto del peso (6 kg)       | Oro       | 19,92 m     |                  |
| 2022 | Europei                               | Monaco       | Getto del peso              | 22º (q)   | 18,26 m     |                  |
| 2022 | Mediterraneo U23                      | Pescara      | Getto del peso              | Argento   | 19,13 m     | Record nazionale |
| 2023 | Europei indoor                        | Istanbul     | Getto del peso              | 14ª (q)   | 17,93 m     | Record nazionale |
| 2023 | Europei U23                           | Espoo        | Getto del peso              | Bronzo    | 19,20 m     |                  |
| 2024 | Europei                               | Roma         | Getto del peso              | 20º (q)   | 19,10 m     |                  |

## Altre competizioni internazionali
2019
- Oro al Festival olimpico della gioventù europea ( Baku), getto del peso (5 kg) - 19,75 m
- 8º nella Third League dei campionati europei a squadre ( Skopje), lancio del disco - 38,58 m

2021
- In finale nella Third League dei campionati europei a squadre ( Limassol), getto del peso - dns

2022
- Argento in Coppa Europa di lanci ( Leiria), getto del peso (under 23) - 18,60 m

2023
- Oro in Coppa Europa di lanci ( Leiria), getto del peso (under 23) - 19,28 m